# ابررسانایی دمابالا

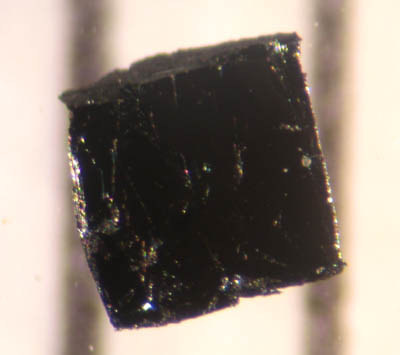
نمونه کوچکی از ابر رسانا در دمای بالا

ابررسانایی دمابالا یا ابررسانایی سرامیکی از دو واژهٔ ابررسانا و سرامیک گرفته شده‌است. در هادی‌های معمولی مقاومت مخصوص الکتریکی با کاهش دما کاهش می‌یابد تا به مقدار معینی برسد؛ ولی فلزات وآلیاژهایی وجود دارند که در دماهای بسیار پایین (حدود صفر مطلق)، یعنی در پایین‌تر از دمایی که دمای جهش یا دمای بحرانی نامیده می‌شود، مقاومت الکتریکی آن‌ها به صفر می‌رسد. این گونه مواد به نام فوق (سوپر یا ابر) هادی‌ها معروف هستند. به عبارت دیگر رسانایی الکتریکی فوق هادی‌ها در عمل بی‌نهایت زیاد می‌باشد، اما متأسفانه این دماها به اندازه‌ای پایین است که فقط به کمک سرد کردن با هلیم مایع می‌توان با آن‌ها رسید. ظاهر شدن خاصیت رسانای الکتریکی بی‌نهایت زیاد با رفتار مغناطیسی معین کاملاً در ارتباط است.
سرامیک‌ها نیز شامل بخش عمده‌ای از مواد غیرفلزی صنعتی هستند. مواد سرامیکی استحکام و سختی بالایی دارند. سرامیک‌ها پیش از این به عنوان مواد عایق جریان الکتریکی شناخته می‌شدند، اما اکنون می‌توانند به گونه‌ای فرآوری شوند که رسانای الکتریسیته نیز باشند. محدودهٔ وسیع مواد در این دسته شامل سرامیک‌هایی است که از مواد رسی و شیشه و سیمان تشکیل می‌شود. سرامیکها از لحاظ رفتار مکانیکی، سخت اما بسیار ترد هستند.

## تاریخچه
در دهه ۱۹۸۰ در آزمایشگاه IBM در زوریخ فیزیکدان سوییسی، الکس مولر به همراه دستیار جوانش جورج بدنورز در حال ساخت نوعی سرامیک بودند که اشتباه این جوان در گرم نکردن یک اجاق باعث کشفی شد که هم پای کشف آتش از بزرگترین دستاوردهای بشر در تهیه انرژی است.
این سرامیک در دمای بسیار بالاتری از صفر مطلق در حدود ۷۰ تا ۸۰ کلوین خاصیت ابررسانایی از خود بروز می‌دهد. البته امروزه ابررساناهای سرامیکی ساخته شده‌اند که تا بیش از ۲۰۰ کلوین (منفی ۶۰ درجه سانتیگراد) از خود خاصیت ابررسانایی نشان می‌دهند. امروزه گروه‌های مختلفی از سرتاسر جهان به دنبال این هستند که بالاخره ماده‌ای را کشف کنند که بتواند در دمای معمولی (۳۰۰ کلوین) هم از خود خاصیت ابررسانایی نشان دهد.
همان‌طور که از ظاهر امر برمی‌آید، خاصیت ابررسانایی در سرامیک‌ها و فلزات، سرشتی متفاوت دارند. سرامیک‌ها، نارسانا هستند و سپس به ابررسانا تبدیل می‌شوند. در حالی که فلزات رسانا هستند و ناگهان مقاومت در آن‌ها صفر می‌شود. دمای گذار به ابررسانایی هم در فلزات بسیار پایین‌تر از سرامیک‌ها است. به این ترتیب نظریه BCS دیگر قادر به توضیح ماهیت ابررسانایی در سرامیک‌ها یا ابررساناهای دمای بالا (High TC) نیستند. دانشمندان تاکنون نظریه‌ای رضایت بخش برای توضیح این پدیده نیافته‌اند و این مسئله یکی از مهم‌ترین مسائل حل نشدهٔ تاریخ فیزیک است.

## پیشرفت ابررسانای سرامیکی در برابر ابررسانای معمولی
کشف مولر و بدنورز به یکباره فعالیت‌های زیادی را در زمینه ابررسانا به راه انداخت. محققان در سراسر جهان شروع به ساختن سرامیک‌هایی با هر ترکیب قابل تصور برای دست یافتن به دماهای بحرانی بالاتر کردند. در ژانویه ۱۹۸ یک گروه تحقیقاتی از دانشگاه آلاباما هانتسویله در ترکیب مولر و بدنرز، ایتریوم را جایگزین لانتانیوم کردند و دمای بحرانی ۹۲ کلوین را ثبت نمودند. برای اولین بار ماده‌ای کشف شده بود که در دمایی بالاتر از نیتروژن مایع (سردکننده‌ای که به راحتی در دسترس است) ابررسانا می‌شد. در آنچه تاکنون به دست آمده از مواد غیر متعارف و حتی سمی در سرامیک پروسکیت پایه استفاده شده‌است؛ بنابراین فقط در طی یک سال از کشف اصلی، دمای گذار به حالت ابررسانایی سه برابر افزایش یافت و واضح بود که انقلاب ابررساناها شروع شده‌است. سرامیک‌های ابررسانای رایج با دمای گذار بالا از جنس اکسید مس با جیوه هستند. ساخت اولین سری از این ترکیب‌ها در سال ۱۹۹۳ در دانشگاه کلرادو انجام شد. گروه شیلینگ، کانتونی، گیو و آت از زوریخ سوییس این کار را انجام دادند. بالاترین دمای بحرانی که هم‌اکنون ۱۳۸ کلوین است متعلق به یک ترکیب تالیوم، جیوه‌ای و مسی است که شامل عناصرجیوه، تالیوم، باریوم کلسیوم، مس و اکسیژن است. دمای بحرانی این ابررسانای سرامیکی را دکتر ران گلدراف در مؤسسه ملی استانداردها و تکنولوژی کلرادو در فوریه ۱۹۹۴ تأیید کرد. این درجه حرارت بحرانی در فشارهای بیش تر، بالاتر نیز می‌رود تا جایی که در ۳۰ هزار اتمسفر حدود ۲۵ تا ۳۰ درجه تفاوت می‌کند. اولین مؤسسه‌ای که روی ابررساناهای دمای بالا سرمایه‌گذاری کرد ایلی نویز سوپرکنداکتوربود که در سال ۱۹۸۹ ایجاد شد. همکاری دولت، صنعت خصوصی و پژوهش‌های دانشگاهی یک سنسور قوی برای ابزارهای پزشکی معرفی کرد کرد که می‌توانست در دمای نیتروژن مایع (حدود ۷۷ کلوین) کار کند. به صورت تجربی ثابت شده‌است که اگر مادهٔ ابررسانا به صورت مکانیکی تحت قشار قرار گیرد، دمای بحرانی ابررسانا کمی تغییر می‌کند. همگی ابررساناهای کشف شده یک ویژگی مشترک داشتند. وجود سطوح تراز شامل اتم‌های اکسیژن ومس که با مواد حامل بار برای سطوح تراز ازیکدیگر جدا می‌شوند. با توجه به کاربردهای مختلف ابررسانا، بسیاری از تلاش‌ها بر افزایش دمای عملکرد ابررساناها تا دستیابی به دمای اتاق متمرکز شده‌است. هرچند دمای بحرانی ترکیبات جدید سرامیکی در حد قابل توجهی از دمای بحرانی مواد ابررسانای متعارف فلزات و آلیاژها) بزرگتر است، به دلیل خصوصیات فیزیکی این مواد مانند شکنندگی و پایین بودن چگالی و جریان بحرانی کاربردهای این مواد هنوز در مرحلهٔ تحقیق است. اخیراً سعید سلطانیان به همراه یک گروه علمی به همراه پروفسور شی زو دو دردانشگاه ولونگونگ استرالیا ابررسانایی ساخته‌اند که بالاترین رکورد را از نظر خواص مکانیکی در میان ابررسانا دارد.
ابررساناهای جدید عموماً سرامیکی و اکسیدهای فلزی ورقه ورقه هستند که در دمای اتاق مواد نسبتاً بی‌ارزشی محسوب می‌شوند و البته کاربردهای متفاوتی نیز دارند. اکسیدهای فلزی این نوع ابررساناها در مقایسه با فلزات شامل کمی حامل بار معمولی هستند و دارای خواص انیسوتروپیک الکتریکی و مغناطیسی می‌باشند. این خواص به‌طور قابل توجهی حساس به محتوای اکسیژن می‌باشد. برای تشخیص خواص فیزیکی ذاتی، کریستال‌های یکتایی با درجهٔ خلوص بالا مورد نیاز است که فرایند ساخت پیچیده‌ای دارند.
پس همچنان یک نظریه برای توضیح ابررسانایی در دمای بالا در سطح دانش پیشرقته وجود ندارد و نشانه‌ها به گونه‌ای کنار هم جمع شده‌اند تا از پدیدهٔ ابررسانایی برای ما یک پدیده بیگانه بسازند. در سال ۲۰۰۵ یافت شد که افزایش نسبت‌های وزنی صفحات متناوب در لایه‌ای از پروسکیت می‌تواند دمای بحرانی را به اندازه قابل توجهی افزایش دهد. این نکته باعث مسیری برای کشف ۵۰ ماده ابررسانای دمای بالا شد که یکی از آن‌ها کاندیدای ثبت رکورد جهانی شد.